# Citellophilus trispinus
Citellophilus trispinus är en loppart som först beskrevs av Wagner et Ioff 1926.  Citellophilus trispinus ingår i släktet Citellophilus och familjen fågelloppor. Utöver nominatformen finns också underarten C. t. trispinus.